# فرودگاه کرابل-تامسون
فرودگاه کرابل-تامسون (به انگلیسی: Carrabelle-Thompson Airport) یک فرودگاه همگانی با کد یاتا X13 است که یک باند فرود آسفالت دارد و طول باند آن ۱۲٬۱۹ متر است. این فرودگاه در شهر کارابل، فلوریدا کشور ایالات متحده آمریکا قرار دارد و در ارتفاع ۶ متری از سطح دریا واقع شده‌است.